# Nirvana
(Itivuttaka (Sutta Piṭaka))

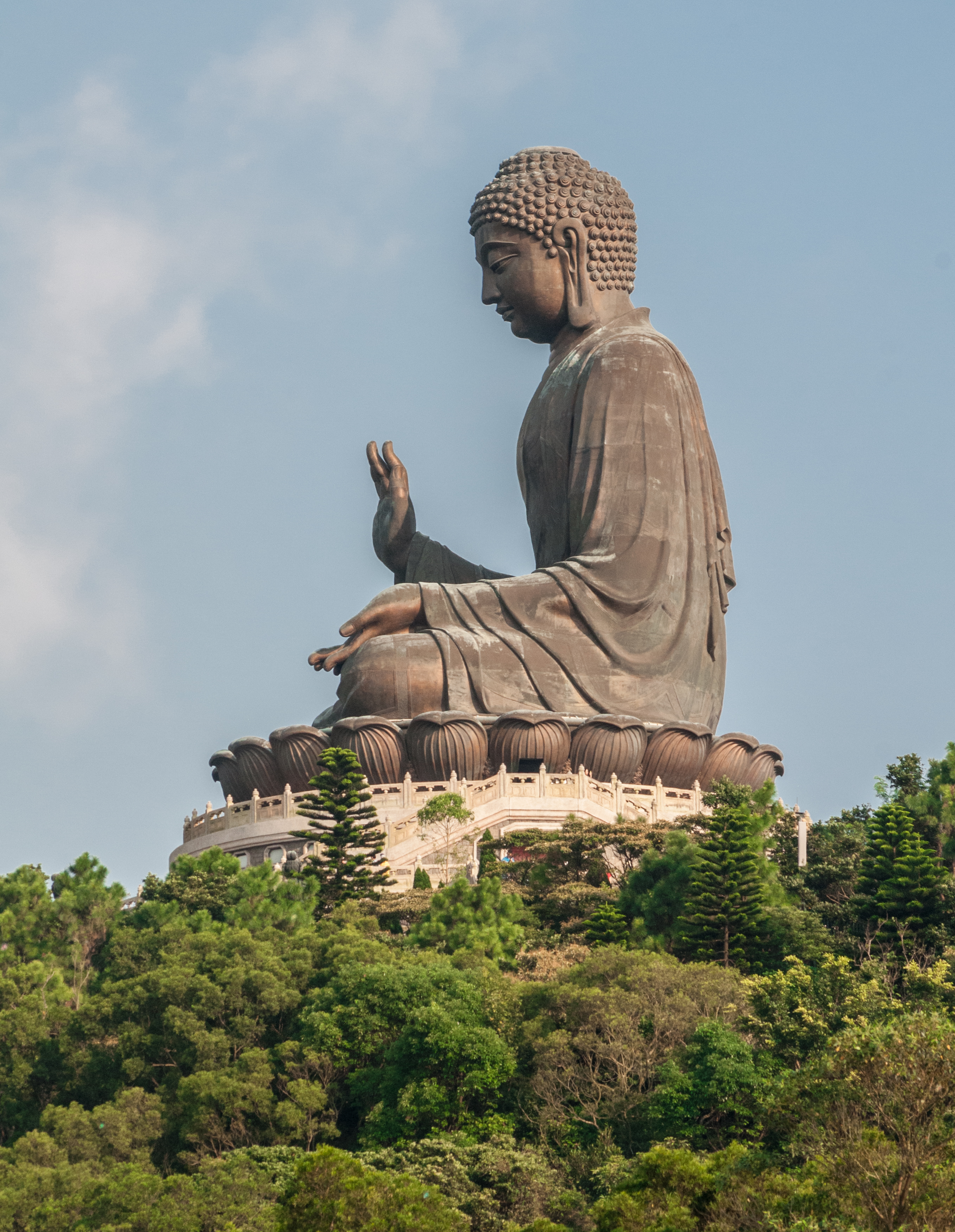
Statua del Buddha Shakyamuni del monastero di Baolian, nell'isola di Lantau, Hong Kong, Cina

Il nirvana, dal sanscrito nirvāṇa (devanāgarī: निर्वाण, pāli: निब्बान nibbāna, cinese: 湼槃S, nièpánP, coreano: 열반?, 涅槃?, yeolbanLR, yŏlbanMR, giapponese: 涅槃 nehan, vietnamita: niết-bàn)  esprime un concetto proprio delle religioni buddista e giainista, successivamente introdotto anche nell'induismo. 
Ha un ruolo fondante soprattutto nel buddismo, dove possiede il significato di 'estinzione' (da nir + va, cessazione del soffio, estinzione). 
Secondo una diversa etimologia proposta da un commentario buddista di scuola Theravāda, significa libertà dal desiderio (nir + vana).

## Nel Buddismo
Nel Buddismo il nirvana è il fine ultimo della vita, lo stato in cui si ottiene la liberazione dal dolore (duḥkha).
La dottrina del nirvana nel Buddhismo solitamente non viene definita con termini positivi, ma negativi: dato che il nirvana è al di là del pensiero razionale e del linguaggio, non è possibile affermare quello che è ma, piuttosto, quello che non è. 
Occorre precisare che la dottrina del  nirvana acquisisce significati diversi a seconda della scuola buddista, del periodo storico e del luogo in cui essa fu esposta.

### Natura delnirvana
Il Buddismo crede nella rinascita di ogni specie. Se il karma della vita è negativo la vita può continuare nella sofferenza, se invece si ha un karma positivo la vita continua attraverso l'illusione del piacere. 

Secondo il Buddismo dei Nikāya la fine delle sofferenze, dei dolori e delle passioni, ivi comprese quelle piacevoli, è raggiungibile solo con il nirvana. Il nirvana è riuscire a liberarsi dei tre difetti fondamentali: la brama, l'odio e l'illusione. Nirvana non è il "nulla", esso non viene mai descritto e chi lo ha realizzato lo indica come un'immensa, inimmaginabile e imperturbabile consapevolezza ed è raggiunto solo dagli arhat. 
 Lo spirito raggiunge il più alto grado di consapevolezza che si possa raggiungere.

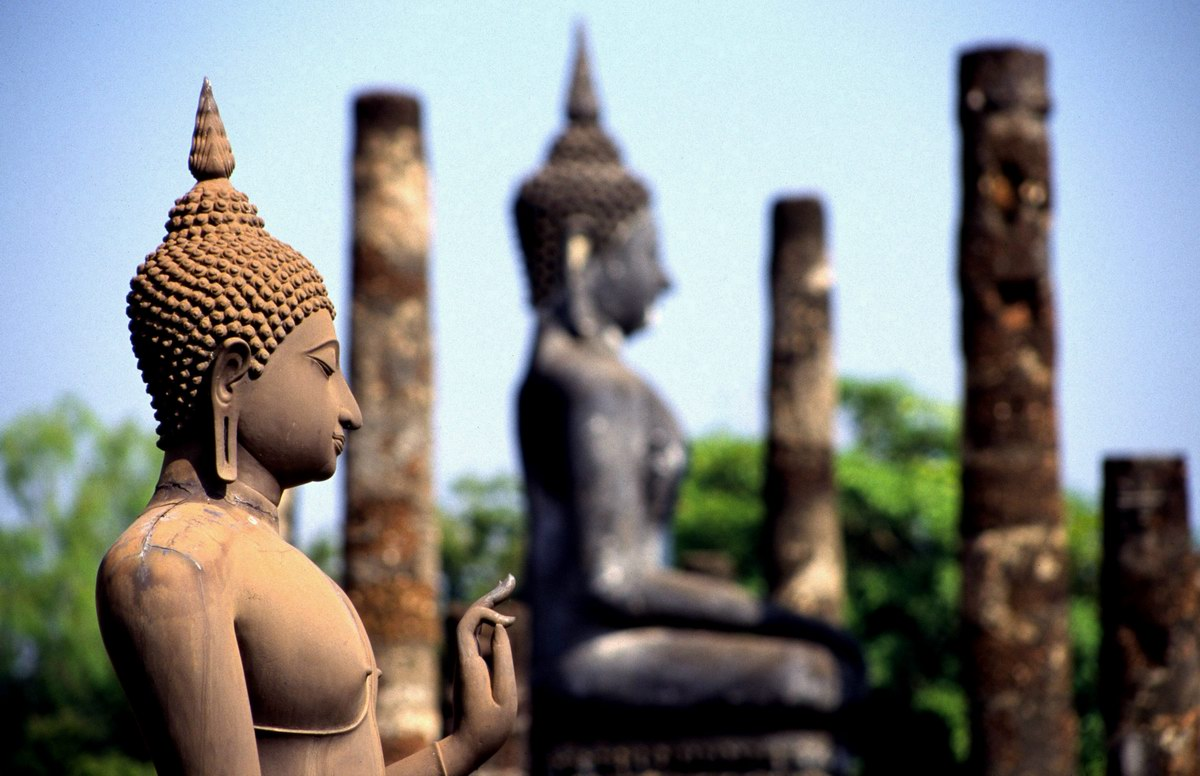
Statue di Buddha.

Per il Buddismo Mahāyāna il nirvana delle scuole del Buddismo dei Nikāya, e quindi quello degli arhat, è un nirvana inferiore che non corrisponde allo stato di Buddha pienamente illuminato (sanscrito Samyak-sam-buddha). È un nirvana statico (sans. pratisthita nirvana) a cui il Mahāyāna oppone il nirvana non statico (sans. apratishtita nirvana). Coloro che raggiungono il nirvana del Mahāyāna (i Buddha pienamente illuminati e i bodhisattva mahāsattva) non ricadono nelle attività samsariche (saṃsāra) ma neanche nella staticità del nirvana delle scuole del Buddismo dei Nikāya, ovvero rifiutano sia le passioni ma anche l'imperturbabilità del nirvana statico, questo almeno finché ci sono esseri sofferenti da salvare.
Per le scuole Mahāyāna, Madhyamika e Cittamatra, non vi è peraltro differenza tra saṃsāra e nirvana e quindi non vi è un luogo al di fuori dell'ordinario in cui realizzare la verità ultima e lo stesso nirvana.
Così secondo Nāgārjuna:
(Madhyamakakarika, XXV, 19)
Nel Buddismo il nirvana è il traguardo ultimo della propria pratica del Dharma.
Il nirvana inteso come "cessazione" è esposto, praticato e realizzato dai praticanti del Lignaggio Theravada e tale nirvana viene realizzato tramite la realizzazione della Vacuità del Sé della persona mentre viene ignorata la Vacuità del Sé dei fenomeni; il praticante Theravāda pratica e realizza il Nobile ottuplice sentiero e le Quattro Nobili Verità, della sofferenza, della sua origine, della sua cessazione e del sentiero che porta alla sua cessazione e, realizzando la mancanza del Sé della sua propria persona in uno stato di completo assorbimento in questa realizzazione tramite l'aver completamente padroneggiato la pratica di shamata e vipashyana ottiene il nirvana con rimanenza: per "rimanenza" in questo caso si intende che esiste ancora una rimanenza data dai cinque skanda aggregati.
Con la morte l'Arhat ottiene la Liberazione dai cinque aggregati e dimora in uno stato non macchiato o contaminato da alcuna impurità dovuta al Karma o alle Afflizioni Mentali e la natura di questo nirvana è Pace, come dice il quarto dei Quattro Sigilli del Buddismo "Il nirvana è Pace".
Il nirvana Mahāyāna è definito nirvana-non-dimorante siccome non dimora né nel saṃsāra né nel nirvana Hīnayāna della pace individuale ma è lo stato completamente risvegliato di un Buddha ed è dotato del trikaya, i Tre Corpi di un Buddha che sono il Dharmakaya, il Sambhogakaya e il Nirmanakaya.
Il nirvana Mahāyāna viene realizzato attraversando i Cinque Sentieri e i Dieci Bhumi, Terreni, dei Bodhisattva, meditando ripetutamente la duplice Vacuità del Sé della Persona, Pudgalanairatmya e del Sé dei Fenomeni, Dharmanairatmya e impegnandosi strenuamente nella Pratica delle due Bodhicitta, quella dell'Aspirazione e quella dell'Applicazione che sono la Bodhicitta Relativa e la Bodhicitta Ultima che è precisamente la meditazione sulla duplice Vacuità.
Tutti gli esseri senzienti (per senzienti si intende aventi una mente) rinascono continuamente nei vari reami del saṃsāra e, benché la Natura di Buddha sia a loro inerente, non realizzano il nirvana non-dimorante poiché non detengono la capacità e la possibilità di meditare.
In questo modo, sebbene abbiano la potenzialità per realizzare il nirvana non lo fanno e continuano indefinitamente a rinascere nella sofferenza del saṃsāra.
Il nirvana Mahāyāna non è una cosa imprecisa o una semplice pace libera da inquietudini, ma è lo stato dotato delle Saggezze Ultime e dotato dei Kaya che possono essere suddivisi in differenti modi come in due, Dharmakaya e Rupakaya, tre, Dharmakaya, Sambhogakaya e Nirmanakaya, quattro con lo Svabavikakaya, ecc.
È la consapevolezza originaria di una mente primordialmente non-oscurata che dimora della natura ultima, l'elemento fondamentale, la Dharmata.
Quando si parla di identità tra saṃsāra e nirvana si intende, tra tante altre cose, che il saṃsāra non ha altro luogo dove dimorare che non sia la mente che in essenza è la natura ultima di tutti i fenomeni, il Dharmadhatu e il nirvana non può essere trovato indipendentemente dal saṃsāra, poiché è basandosi sulla Verità Convenzionale che si può realizzare la Verità Ultima, come ha detto Nagarjuna: "Senza basarsi sulla Verità Convenzionale la Verità Ultima non può essere realizzata e senza realizzare la Verità Ultima il nirvana non può essere raggiunto".
Da qua saṃsāra e nirvana sono inscindibili, se c'è la saggezza di un Arya si ha il nirvana, altrimenti si ha solo il saṃsāra. Il Nirvana è lo stadio ultimo degli spiriti illuminati.
Nel Buddismo Zen quando si parla di Nirvana, facendo riferimento alla tradizione induista che denomina con il termine nirvana l'azione di spegnere a fine giornata il fuoco sacro acceso all'interno del tempio, si intende molto più semplicemente l'estinzione o cessazione della sofferenza o insoddisfazione che può derivare solo dallo spegnimento dell'attaccamento a tutto ciò che è impermanente. Il termine viene anche utilizzato per indicare la cessazione definitiva della sofferenza che avviene con la morte.

## Nel Giainismo
Nel giainismo la dottrina insegna pratiche di rilassamento e di ritrovamento del proprio essere, in alcuni concetti si avvicina alla filosofia del non essere o essere, per il resto è un complesso di insegnamenti spirituali. Cosa importante di questa dottrina è l'obbligo morale della ricerca della verità, in ogni contesto o luogo.
Un caposaldo del nirvana nel giainismo è quello che spiega che la vita ha il suo completamento nella perseveranza della verità, e che la mancanza di verità porta sofferenza; inoltre, un popolo lontano dalla verità non potrà mai ascendere alla luce dell'essenza e sarà violento e smarrito. Per questo motivo la verità deve essere la ragione dell'esistenza.

## Nell'Induismo
Nell'Induismo il nirvana indica l'estinguersi dei desideri mondani e la realizzazione della liberazione (mukti o moksa) dall'illusione (maya).
Nella Bhagavadgītā viene definito come brahmanirvāṇa, l'estinzione dell'io nel Brahman, nelle Upaniṣad è chiamato turīya. Da precisare che nell'Induismo il termine nirvana non ha la stessa diffusione e centralità che ricopre nel Buddismo, ciò è da attribuire al vasto utilizzo che ne fecero le scuole fondate dal Buddha Shakyamuni.

## Nella filosofia
Il nirvana (l'"ascesi" al nirvana) si ritrova nel pensiero di Schopenhauer.

## Nella letteratura
L'idea del nirvana è presente nel pensiero del poeta indiano Rabindranath Tagore e nel romanzo Siddharta di Hermann Hesse.